# Tau Zéro
Tau Zéro (titre original : Tau Zero) est un roman de science-fiction de Poul Anderson. Le roman a été proposé au prix Hugo du meilleur roman 1971, sans remporter le prix.

## Principaux personnages
- Lars Telander, capitaine du vaisseau spatial (Suédois).
- Ingrid Lindgren, capitaine en second du vaisseau spatial (Suédoise) ; elle a une liaison sentimentale avec Charles Reymont au début du roman ; ils se sépareront mais renoueront des liens sentimentaux en fin de roman.
- Charles Reymont, agent de sécurité du vaisseau ; peu à peu il va affirmer son autorité charismatique sur l'équipage (c'est le héros du roman). Il est parfois surnommé « Carl ».
- Boris Fedoroff, ingénieur en chef (Russe).
- Chi-Yuen Ai-Ling, planétologiste (Chinoise) ; après la rupture de Charles Reymont avec Ingrid Lindgren, Charles et elle auront une longue liaison sentimentale.
- Johann Friewald, ingénieur chargé des machines (Allemand) ; en lien étroit avec Charles Reymont, il contribue à maintenir l'ordre et un bon moral dans le vaisseau.
- Elof Nilsson, astronome (Suédois) ; il a un côté « ours mal léché ».
- Jane Sadler, technicienne biochimiste (Canadienne).
- Emma Glassgold, biologiste.
- Norbert Williams, chimiste (Américain).

## Résumé

### Présentation de la trame narrative et de la technologie de fiction
Un vaisseau spatial, le Leonora Christina, est lancé en direction de l'étoile Beta Virginis qui, pense-t-on, pourrait avoir en orbite des planètes telluriques aptes à être colonisées par des humains. Cinquante personnes sont donc sélectionnées (vingt-cinq hommes et vingt-cinq femmes) pour composer l'équipage.
La technologie utilisée pour rejoindre l'étoile est le « collecteur Bussard », qui permet d'atteindre des vitesses très grandes.
Le but est que le vaisseau spatial accélère pendant deux années et demie – dans le temps propre de l'équipage qui est également le temps subjectif des protagonistes – puis ralentisse pendant la même période. Pendant ce temps, il se sera écoulé 33 années sur Terre.
Le début du roman voit les interactions amicales ou inamicales entre les membres de l'équipage, les couples se former ou se défaire.

### La perturbation inattendue de la trajectoire
Mais durant le voyage stellaire, un événement imprévu se produit : le vaisseau traverse une mini-nébulosité de quelques centaines de millions de kilomètres, invisible jusqu'alors. Il est impossible d'éviter la collision avec le nuage de poussière galactique. Au cours de cette traversée, le moteur Bussard est endommagé et ne peut plus ralentir. L'équipage est donc condamné à vivre dans un vaisseau spatial qui non seulement ne peut plus ralentir, mais au surplus continue à augmenter sa vitesse. Graduellement, la vitesse du vaisseau tend vers celle de la lumière sans toutefois l'atteindre, tandis que le temps propre {\displaystyle \tau \,} de l'équipage décroît vers zéro.
Le vaisseau dépasse alors Beta Virginis et tend à quitter la Voie lactée.

### Dénouement
Au bout de quelques années comptées dans le temps propre du vaisseau, celui-ci parcourt des milliards de kilomètres par seconde, puis par milliseconde de temps subjectif à bord.
Vers la fin du roman, le vaisseau traverse les galaxies en moins d'une seconde de temps subjectif. L'équipage découvre alors que l'Univers cesse de se dilater et qu'il commence à rétrécir : il sort du paradigme du Big Bang et se dirige vers le Big Crunch. Les membres de l'équipage, qui ont vécu quelques années en temps relatif mais presque deux cents milliards d'années en temps cosmique, continuent leur voyage dans un Univers qui se rétrécit de plus en plus, jusqu'au moment où il explose en un nouveau Big Bang.
Dans les dernières pages du récit, les voyageurs parviennent à réduire la vitesse du vaisseau et à trouver une planète habitable, d'où l'humanité pourra renaître. 
Aucune civilisation extraterrestre n'est rencontrée au cours du long périple.

### Ambiance narrative
La présentation ci-dessus donne le contexte science-fictionnel. Néanmoins, ne serait-ce que pas le nombre de mots qui lui sont consacrées, ce contexte n'est que le cadre de l'histoire. Il s'agit avant tout d'un roman où la psychologie des personnages est mise par l'auteur sur la loupe du lecteur ou de la lectrice. L'empathie qui anime ce lecteur, cette lectrice, lui laisse peu de chances de ne pas s'interroger sur ce que pourrait être sa propre réaction dans ce diabolique huis clos,.

## Publications

### Publications aux États-Unis
Le roman, publié en 1970, est issu d'une nouvelle intitulée To Outlive Eternity, parue dans Galaxy Science Fiction en 1967.

### Publications en France
Le roman n'a été publié en français que quarante-deux ans après sa date de publication originale. La traduction, due à Jean-Daniel Brèque, est d'abord parue aux éditions du Bélial' en 2012, puis a été éditée en poche chez Pocket en 2015. Les deux éditions contiennent un avant-propos de Jean-Daniel Brèque intitulé Survivre à l'éternité, qui évoque les références littéraires contenues dans le roman, et une postface de Roland Lehoucq intitulée Vers Beta Virginis, sous tau zéro, qui évalue la qualité scientifique du roman, qui s'avère d'un niveau remarquable, quoique la science ait depuis invalidé certaines théories utilisées par Poul Anderson.

### Publications dans les autres pays
Le roman a été publié en Allemagne sous les titres Universum ohne Ende (1972) et Abenteuer Weltraum (1981).
Il a été publié en Italie en 1989 sous le titre Tau Zero.